# Saint-Vincent-des-Prés (Saona e Loira)
Saint-Vincent-des-Prés è un comune francese di 125 abitanti situato nel dipartimento della Saona e Loira nella regione della Borgogna-Franca Contea.

## Società

### Evoluzione demografica
Abitanti censiti